# Medborgarplatsen

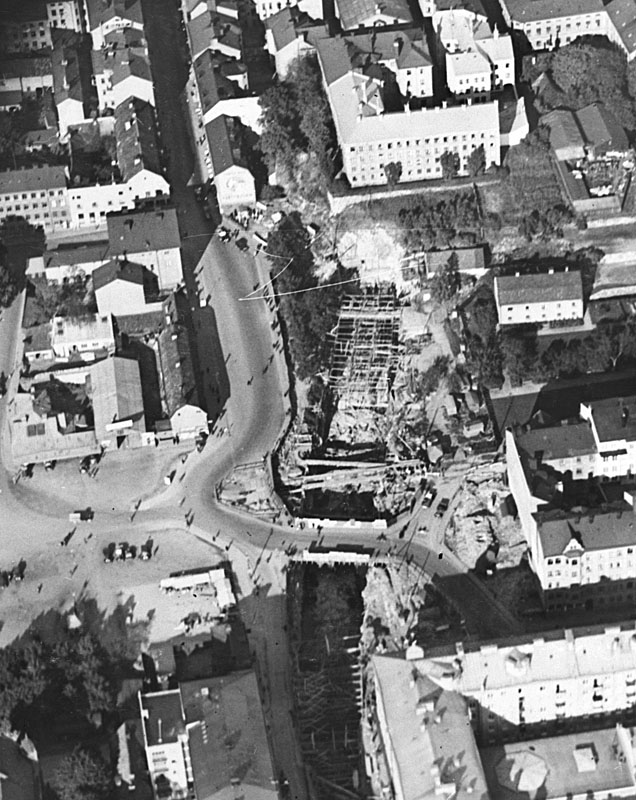
Budowa stacji w 1932

Medborgarplatsen – podziemna stacja sztokholmskiego metra, leży w Sztokholmie, w Innerstaden, w dzielnicy Södermalm. Na zielonej linii metra (T19, T17 i T18), między Slussen a Skanstull. Dziennie korzysta z niej około 22 200 osób.
Stacja znajduje się około 6-18 metrów pod ziemią, równolegle do Götgatan i Medborgarplatsen (od Folkungagatan do Noe Arksgränden). Posiada dwa wyjścia, północne znajduje się przy Folkungagatan w Björns trädgård. Południowe wyjście zlokalizowane jest przy Folkungagatan 45 i na rogu Folkungagatan z Götgatan.
Pierwsza stacja została otworzona 1 października 1933, była dostosowana do ruchu tramwajów i nosiła wówczas nazwę Södra Bantorget. Obecną nazwę przyjęła w 1944. Stację metra oddano do użytku 1 października 1950, posiada jeden peron.

## Sztuka
- Solen och Tiden har sin gång (pol. Ścieżka słońca i czasu), mozaika w południowej hali biletowej, Mari Pårup, 1997[3]
- Kolorowe filary na peronie, Gunnar Söderström, 1979

## Czas przejazdu
| Linia | Stacja          | Czas przejazdu | Stacja                         | Czas przejazdu    |
| T17   | Åkeshov         | 26 min         | Slussen Gamla stan T-Centralen | 1 min 2 min 6 min |
| T17   | Skarpnäck       | 15 min         | Slussen Gamla stan T-Centralen | 1 min 2 min 6 min |
| T18   | Alvik           | 19 min         | Slussen Gamla stan T-Centralen | 1 min 2 min 6 min |
| T18   | Farsta strand   | 20 min         | Slussen Gamla stan T-Centralen | 1 min 2 min 6 min |
| T19   | Hässelby strand | 38 min         | Slussen Gamla stan T-Centralen | 1 min 2 min 6 min |
| T19   | Hagsätra        | 19 min         | Slussen Gamla stan T-Centralen | 1 min 2 min 6 min |

## Otoczenie
W otoczeniu stacji znajdują się:
| - Andreas kyrkan - Katarina vårdgymnasium - Bibliotek Bad - Katarina Brandstation - Katarina Norra skola |  | - Katedra św. Eryka (Sankt Eriks katolska domkyrka) - Katarina kyrka - Skatteverket - Salem kyrkan |